# La Chapelle-Baloue
La Chapelle-Baloue è un comune francese di 137 abitanti situato nel dipartimento della Creuse nella regione della Nuova Aquitania.

## Società

### Evoluzione demografica
Abitanti censiti